# Dinarolacerta mosorensis
Dinarolacerta mosorensis és una espècie de sauròpsid (rèptil) escatós de la família dels lacèrtids pròpia dels Balcans.
Mesura entre 150 i 200 mm, rares vegades fins a 250 mm. S'alimenta dels insectes que amb el seu agut musell extreu de les esquerdes de les roques. És considerada una espècie vulnerable.
La seva àrea de distribució inclou diverses regions muntanyenques molt separades entre si de Croàcia, Bòsnia i Montenegro. Pobla els massissos càrstics costaners de clima mediterrani, com el massís de Mosor i Biokovo, encara que de vegades es pot trobar terra endins, a les zones de Gacko i Durmitor.